# Luís Carlos de Pereira Teixeira
Luís Carlos de Pereira Teixeira foi um político brasileiro.
Presidiu a província do Piauí, de 2 de abril a 5 de dezembro de 1853.